# Vrabci
Vrabci (znanstveno ime Passeridae) so družina ptic iz reda pevcev, prvotno razširjena po Starem svetu, najbolj znani predstavnik, domači vrabec, pa je zdaj splošno razširjen povsod, kjer živijo ljudje. Opisanih je 43 vrst, ki jih združujemo v osem rodov.

## Opis
So majhni do srednje veliki ptiči z dokaj čokatim telesom, razmeroma veliko glavo in kratkimi, močnimi nogami. Peruti so koničaste, srednje dolge, srednje dolg je tudi rep, prepoznavni pa so po močnem, ostrem kljunu. Operjenost je rjava ali siva s kontrastnimi vzorci rjave, črne, rdečkaste ali rumene barve. Samci so pogosto bolj pisani od samic.
Kot nakazuje kljun, so pretežno semenojedi, mladiče pa hranijo skoraj izključno z žuželkami in drugimi majhnimi nevretenčarji. Za zarod skrbita oba starša, ki včasih ostaneta skupaj tudi več let. Gnezdijo običajno v skupinah.

## Habitat in razširjenost
Zadržujejo se na odprtem, na traviščih, v savanah, polpuščavah in obrežnih nižavjih, pa tudi tundri. Uspevajo na nekaterih območjih z zelo negostoljubnim podnebjem, a zaradi prilagojenosti na semena najdejo dovolj hrane tudi tam. Po drugi strani nekatere vrste iz rodu Passer na čelu z domačim vrabcem tolerirajo bližino človeka (so sinantropne) in so pogost prizor v urbanih ter kmetijskih območjih.

## Sistematika
Družino vrabcev (Passeridae) je leta 1815 uvedel (pod imenom Passernia) francoski polihistor Constantine Samuel Rafinesque.

### Vrste
Družino vsebuje 42 vrst, razdeljenih v osem rodov:
| Slika | Rod                  | Živeče vrste |
| ----- | -------------------- | --- |
|       | Hypocryptadius       | - Hypocryptadius cinnamomeus |
|       | Carpospiza           | - Carpospiza brachydactyla (kratkoprsti vrabec) |
|       | Petronia             | - Petronia petronia (skalni vrabec) |
|       | Onychostruthus       | - Onychostruthus taczanowskii |
|       | Montifringilla       | - Montifringilla henrici - Montifringilla nivalis (planinski vrabec) - Montifringilla adamsi |
|       | Pyrgilauda           | - Pyrgilauda theresae - Pyrgilauda ruficollis (rjavovrati planinski vrabec) - Pyrgilauda davidiana - Pyrgilauda blanfordi |
|       | Gymnoris             | - Gymnoris pyrgita - Gymnoris superciliaris - Gymnoris dentata - Gymnoris xanthocollis |
|       | Passer, pravi vrabci | - Passer melanurus - Passer eminibey - Passer cordofanicus - Passer shelleyi - Passer rufocinctus - Passer motitensis - Passer griseus - Passer swainsonii - Passer suahelicus - Passer gongonensis - Passer diffusus - Passer pyrrhonotus - Passer cinnamomeus - Passer montanus (poljski vrabec) - Passer ammodendri - Passer flaveolus - Passer hemileucus - Passer insularis - Passer hispaniolensis (travniški vrabec) - Passer italiae (italijanski vrabec) - Passer domesticus (domači vrabec) - Passer castanopterus - Passer iagoensis - Passer simplex - Passer zarudnyi - Passer euchlorus - Passer luteus - Passer moabiticus |

Njihovi najbližji sorodniki so ščinkavci in pastirice.